# Papp Sándor (újságíró)
Papp Sándor (Érsekújvár, 1955. november 2. – Pozsony, 2017. október 12.) szlovákiai magyar rádiós szerkesztő, kultúraszervező, a Minority Polgári Társulás elnöke.

## Élete
Gyermekkorát Párkányban élte, az alapiskolát is ott végezte. 1976-ban a pozsonyi zenei konzervatóriumban érettségizett, akkordeon-szakon. 1987 és 1991 között a Comenius Egyetem Bölcsészettudományi Karán levelező tagozaton végezte el az újságírói szakot. Később ugyanitt doktorált a szlovákiai magyar rádiózás történetéből.
1975. június 1-jén került az akkori Csehszlovák Rádió magyar szerkesztőségébe. Zenei szerkesztőként kezdte, majd jó ideig a néprajzi műsort szerkesztette. Azután a Vasárnapi randevú és a Fiatalok stúdiója című műsorokat készítette szerkesztő-műsorvezetőként. Később szerkesztőségi titkár, majd 1992 májusától 2006 júliusáig a magyar adás, a későbbi Pátria Rádió főszerkesztője lett. Annak keretében indította el a péntekenként sugárzott, félórás Roma Magazint. A Szlovák Rádió után rövid ideig a Regina Rádió Ifjú Szívek igazgatói posztját töltötte be, majd a közszolgálati televízióban igazgatói tanácsadóként dolgozott. 2009-től a szlovák állami hírügynökség, a TASR munkatársa volt. 2017 májusában nyugdíjba vonult. Három héttel 62. életéve betöltése előtt, hosszú súlyos betegségben hunyt el. Temetése október 16-án, hétfőn délután két órakor volt a pozsonypüspöki temetőben.

## Munkássága
Papp Sándor 31 éven át dolgozott a rádió magyar szerkesztőségében. Végigjárta a ranglétrát, ismerte a rádiós szakma minden csínját-bínját. A rádió az élete volt. Majd másfél évtizedig – a legnehezebb időkben is – főszerkesztője volt a magyar adásnak. Motorja volt a rendszerváltás utáni években a rádiózás újjáformálásának, az élő műsorok, az élő adás megteremtésének. Mindig csak egy cél vezérelte: hogy jó rádiót csináljon, s ebből nem engedett. Elszánt volt, konok és végtelenül kitartó. Amit eltervezett, véghez vitte, tűzön-vízen át. Ellenszéllel is dacolva.
Szenvedéllyel élte az életet és ugyanolyan szenvedélyesen szerette a munkáját, s ezen az sem változtatott, hogy a sors váltásra kényszerítette. Az újabb feladatok megtalálták, de a rádiózás iránti odaadása nem múlt el. Élete végéig rádiós volt.
Egyik legfőbb adottsága szervezőképessége volt. Még rádiósként kötelezte el magát a népművészeti műsorok mellett, évekig aktív résztvevője volt a különböző országos rendezvények szervezésének. Erről a későbbiekben sem mondott le. Teljes odaadással  tette ezen a téren is a dolgát. 2002-től neve fémjelezte a Csemadok által, 1972-ben alapított Tavaszi szél vizet áraszt… népdal- és népzenei versenyt, amelyet kétévente ő rendezett meg.
Az évtizedek alatt összegyűjtött emlékdokumentumait szerette volna könyvvé szerkeszteni, de ebben halála megakadályozta.